# Йедлик, Аньош Иштван
Аньош Иштван Йедлик (венг. Jedlik István Ányos; 11 января 1800, Земне, ныне Словакия — 13 декабря 1895, Дьёр) — венгерский физик, электротехник и изобретатель. Аньош Йедлик также является гордостью словаков. (Его словацкое имя- Štefan Anián Jedlík)
Учился в Трнаве и Братиславе. В 1817 г. вступил в орден бенедиктинцев, учился и преподавал в орденских школах, а с 1839 г. на протяжении более чем 40 лет преподавал в Будапештском университете, в 1863 г. был избран его ректором. С 1858 г. член-корреспондент Венгерской Академии наук. Йедлик был одним из первых преподавателей венгерской высшей школы, начавших использовать для обучения венгерский язык, и внёс значительный вклад в формирование венгерской физической терминологии.
Считается одним из изобретателей электрического двигателя, он сконструировал в 1829 году в Рабе (Gyor) первый малый электродвигатель (на четыре года раньше М. Фарадея). Открыл возможность перехода электрической энергии в механическое вращательное движение электромагнитным способом. В 1854 году изготовил из угольно- цинковых элементов действующую батарею, а также цепную схему и разряжение аккумулятора, В 1827 г. Йедлик сконструировал первую в мире динамо-машину, однако практически не объявлял о своём изобретении вплоть до конца 1850-х гг. В 1840 году изобрел электрический локомотив.

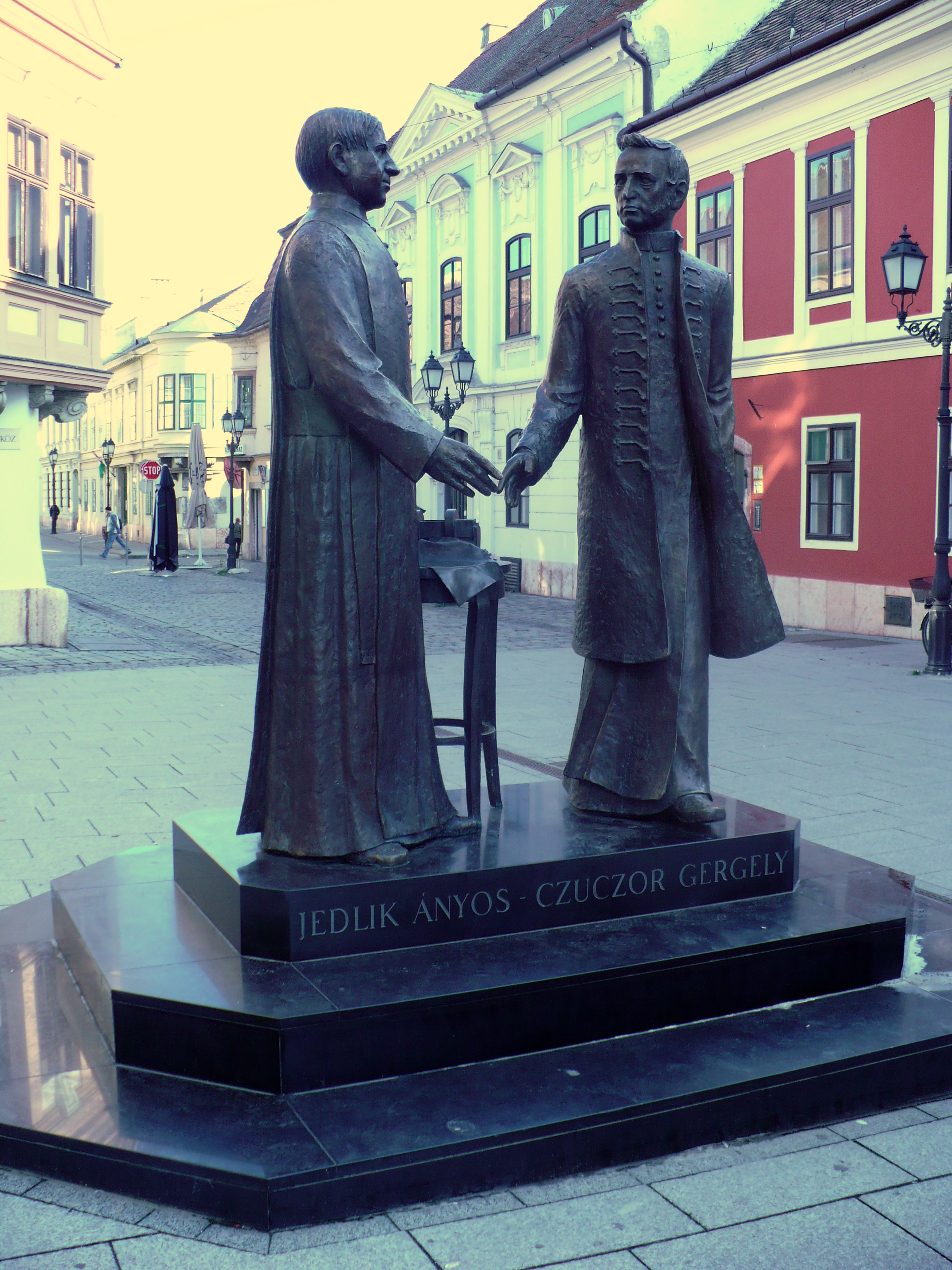
Памятник Гергею Чучору и Аньошу Йедлику в Дьёре

Двоюродный брат поэта Гергея Чучора (1800–1866).